# Bactrurus hubrichti
Bactrurus hubrichti is een vlokreeftensoort uit de familie van de Crangonyctidae. De wetenschappelijke naam van de soort is voor het eerst geldig gepubliceerd in 1945 door Clarence Raymond Shoemaker.